# فرانسوا اود دو مزوره
فرانسوا اود دو مزوره (به فرانسوی: François Eudes de Mézeray) مورخ و مورخ قرن هفدهم میلادی اهل فرانسه است.